# Conus grangeri
Conus grangeri é uma espécie de gastrópode do gênero Conus, pertencente à família Conidae.